# Eremitage (Arlesheim)
L'Ermitage o Eremitage o Hermitage  è il più grande giardino paesaggistico all'inglese della Svizzera, con una superficie di circa quaranta ettari, sito nel comune svizzero di Arlesheim nel cantone di Basilea Campagna.

## Storia
Il parco fu costruito su iniziativa di Balbina von Andlau-Staal e di suo cugino, il canonico Heinrich von Ligerz, e inaugurato il 28 giugno 1785. Le somiglianze con il giardino paesaggistico Sanspareil vicino a Bayreuth sono inconfondibili.
L'Hermitage divenne una delle principali attrazioni per i viaggiatori provenienti da tutta Europa che si fermavano qui durante il viaggio da o per Basilea. I visitatori hanno apprezzato la bellezza della natura con scogliere rocciose, grotte e stagni. In una delle grotte è stata scavata la più antica sepoltura neolitica della Svizzera. Numerosi nomi di spicco nei libri degli ospiti del XVIII e XIX secolo dimostrano la popolarità del giardino.
Tra le altre cose, c'erano una cascata artificiale, l'eremo di un eremita, una grotta di Diana, un rudere di una torre artificiale (il Temple de l'amour), una grotta di Apollo, un ponte sospeso e la grotta di Proserpina, che era l'attrazione principale del giardino. Il centro del giardino divenne nel 1787 lo Chalet des Alpes, una vera e propria capanna di pastori la cui sala veniva utilizzata per concerti, balli e banchetti.
Alla fine del 1792 i contadini, ribellandosi alle autorità aristocratiche e incoraggiati dalla Rivoluzione francese, diedero fuoco a parti dell'Hermitage. Nel 1793 le truppe francesi entrarono nel Principato di Basilea e distrussero quasi completamente il resto dell'Hermitage. Balbina von Andlau-Staal andò in esilio a Friburgo in Brisgovia e vi morì il 15 novembre 1798.
Nel 1812 Heinrich von Ligerz tornò dall'esilio e aiutò il figlio di Balbina, Conrad von Andlau, a ricostruire l'Hermitage.
Ciò che si può vedere ancora oggi risale al 1812 circa. Da allora, tuttavia, molte cose sono andate irrimediabilmente distrutte. Gli alberi sono stati recentemente diradati per ripristinare l'impressione del vecchio giardino. Anche i due stagni inferiori sono stati rinnovati, ed anche la casa del giardiniere e la casa forestale sono state ristrutturate. Sono in discussione ulteriori lavori di restauro, anche nelle grotte, e la futura cura e fruizione dell'Eremo.
L'Hermitage riveste grande importanza anche nell'antroposofia di Rudolf Steiner, che fece costruire il Goetheanum nella vicina Dornach. Nei circoli esoterici, l'Hermitage è considerato un luogo che emana molta energia.
Nel settembre 1999 l'Hermitage è stato inserito nell'inventario dei beni naturali protetti del Canton Basilea Campagna.